# Ophiura trimeni
Ophiura trimeni is een slangster uit de familie Ophiuridae.
De wetenschappelijke naam van de soort werd in 1905 gepubliceerd door Francis Jeffrey Bell.